# Megachile waterhousei
Megachile waterhousei är en biart som beskrevs av Cockerell 1906. Megachile waterhousei ingår i släktet tapetserarbin, och familjen buksamlarbin. Inga underarter finns listade i Catalogue of Life.